# Adam Lisewski
Adam Michał Lisewski (Varsó, 1944. január 20. – Varsó, 2023. február 23.) világbajnoki ezüstérmes, olimpiai bronzérmes lengyel tőrvívó.